# 道後山
道後山（どうごやま）は、中国山地中部にある山である。日本三百名山の一つに数えられる。

## 概要
道後山一帯は比婆道後帝釈国定公園に指定されている。山頂には一等三角点「道後山」が設置され1268.40mとなっている。その西側にはやや高い岩桶山1271mの山頂がある。
山頂からは西側に比婆山連峰、北東に大山および日本海を望むことができる。
雄大な山容の山で、山頂付近は草原が広がり牛の放牧場となっている。山中にはシバグリ、ナラ、およびヤマボウシなどの木で覆われている。森林地帯を抜けるとヤマツツジの群落がある。
道後山は高梁川の支流である成羽川の源流域にあたる。

## 登山ルート
庄原市西城町三坂より道後山スキー場に向って車道が延びており、標高1080mあたりまで自動車でアクセスできる。ここから岩樋山を経て道後山山頂に至る。

## ギャラリー

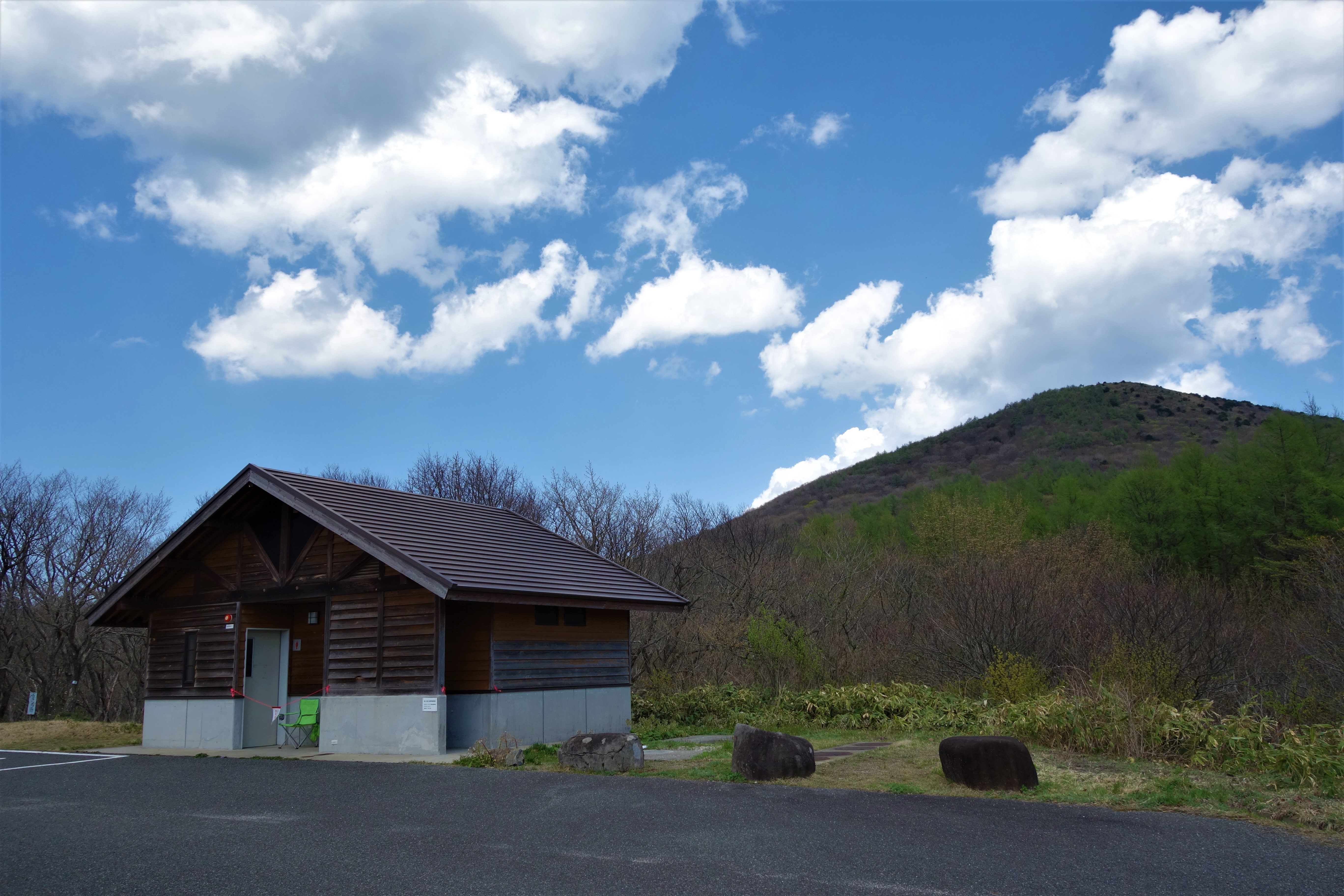
月見ヶ丘駐車場
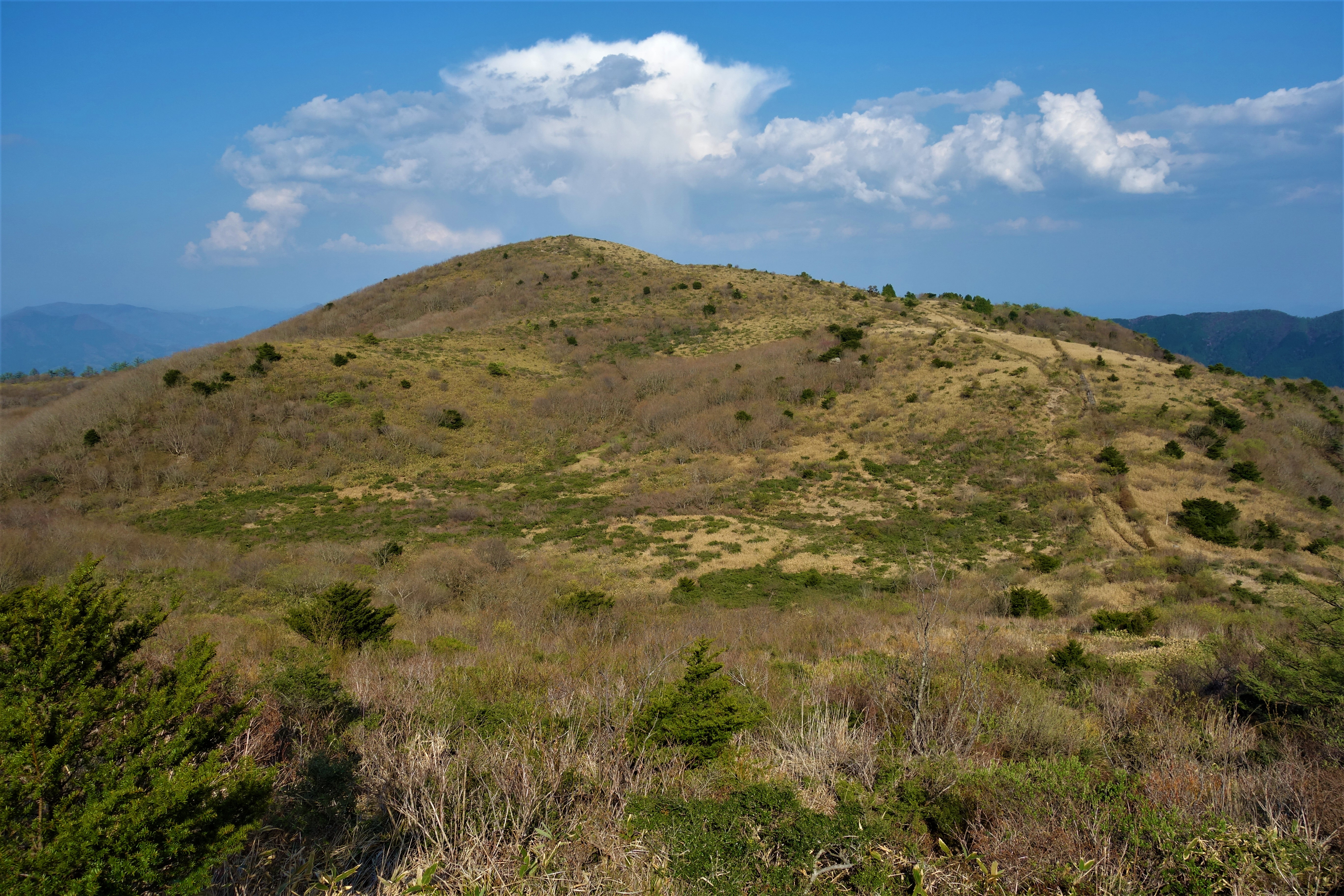
岩樋山からの道後山
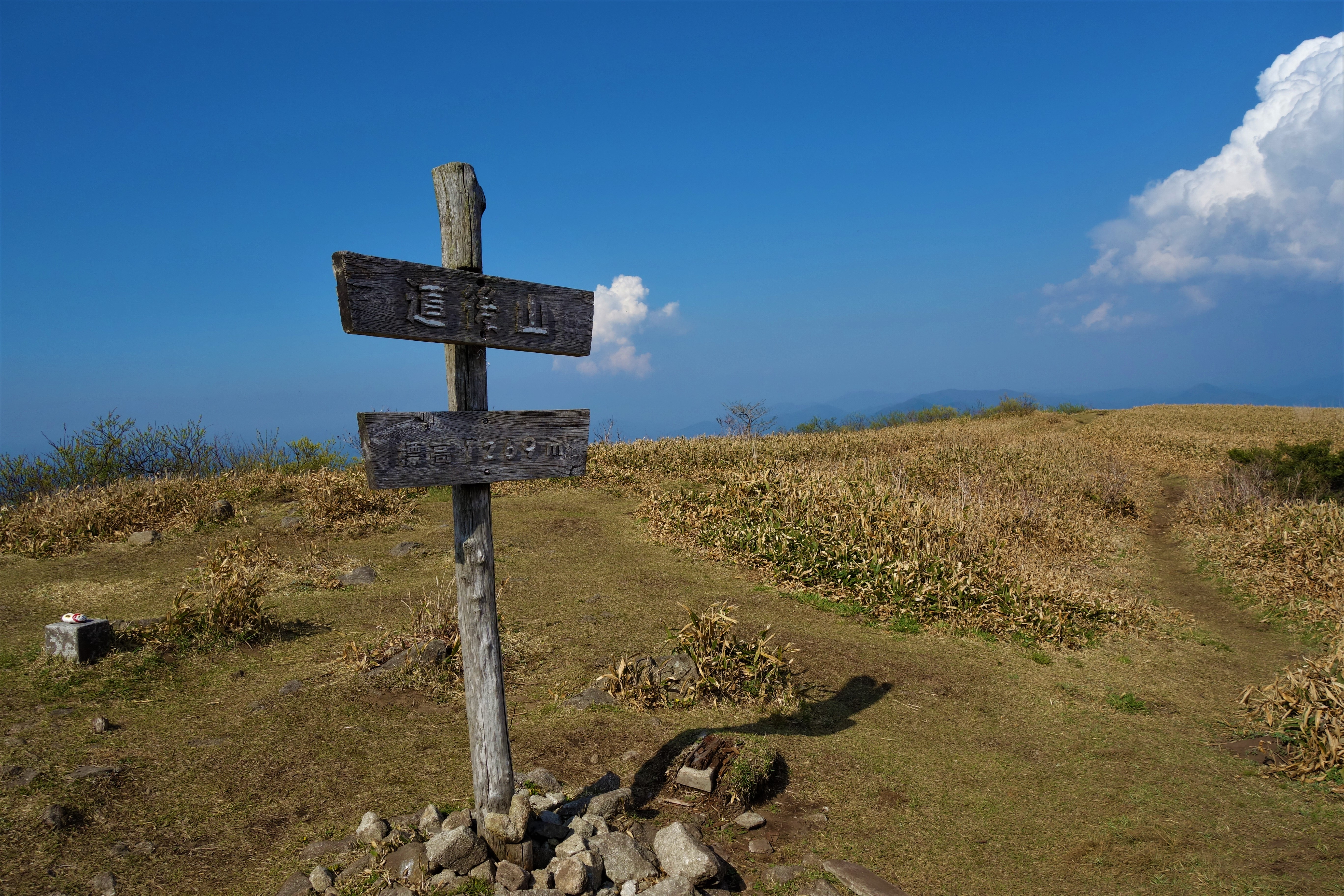
道後山山頂
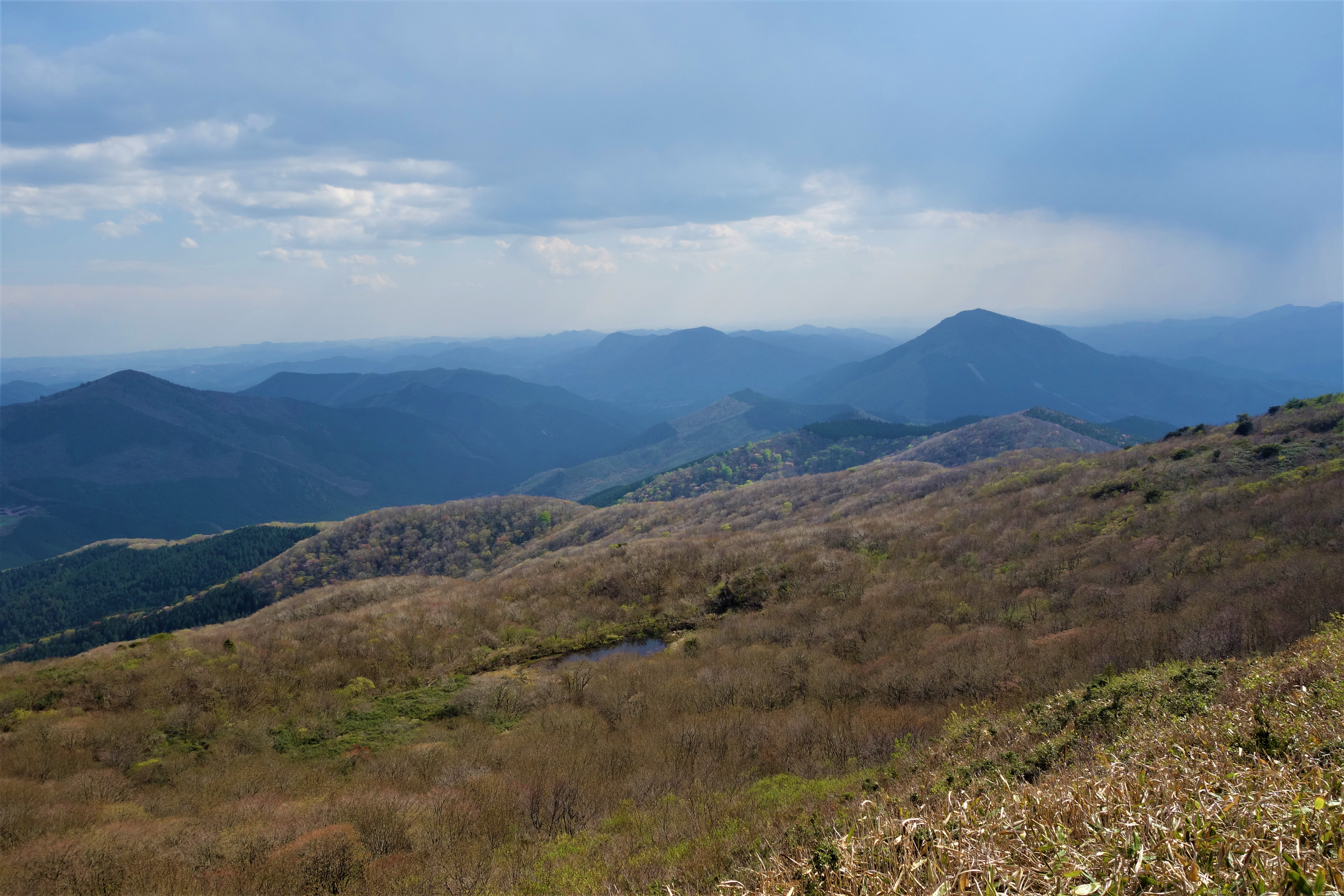
道後山山頂からの景色（右は猫山）
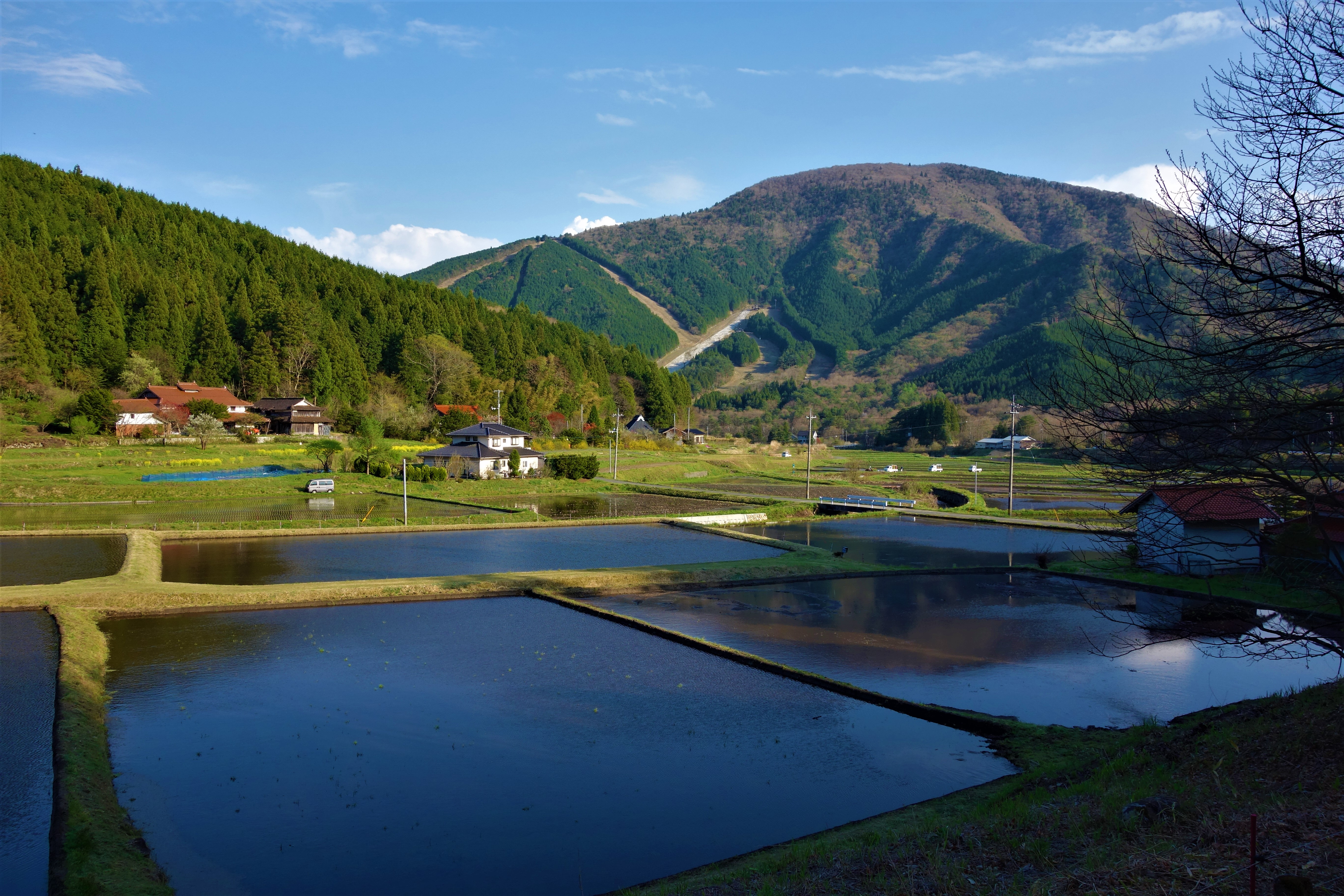
道後山山麓からの猫山